# Lars-Christensen-Gipfel
Der Lars-Christensen-Gipfel (englisch Lars Christensen Peak, norwegisch Lars Christensentoppen,  in Chile Monte Lars Christensen) ist mit 1640 m der höchste Punkt auf der Peter-I.-Insel vor der Küste der Antarktis.
Der Gipfel ist ein Schildvulkan. Von ihm ausgeworfene Gesteine wurden auf ein Alter von 100.000 bis 350.000 Jahren datiert. Der kaum durch Erosion veränderte Gipfel mit seinem 100 Meter weiten Krater gibt allerdings Anlass zu der Vermutung, dass Teile des Vulkans erst seit dem Holozän entstanden sein könnten.
Namensgeber ist Lars Christensen, der Schiffseigner der SS Odd I, eines Walfängers, der die Insel im Januar 1927 umsegelte.